# Інститут Аделаїди
Інститут Аделаїди (англ. Adelaide Institute, розташований в Аделаїда, Австралія) — заснований в 1994 році на базі колишньої Місії Істини (англ. Truth Mission), яка була створена в 1993 році доктором Джеральдом Фредріком Тобеном. Інститут Аделаїди об'єднує групу австралійських ревізіоністів Голокосту та міжнародну групу захисників прав людини. Інститут Аделаїди також заперечує СНІД.
Керівник Інституту Аделаїди та редактор його бюлетеня — Фредерік Тобен.

## Діяльність
Члени інституту в минулому були активними діячами таких організацій як «Австралійці за свободу слова» (англ. Australians For Free Speech), яка провела мітинг в 1994 році. Інститут поширює видання ревізіоністів голокосту в рамках основних і альтернативних видань. Листи до редакцій і виступи на радіо, по всій видимості, є улюбленими засобами поширення світогляду інституту. До прем'єри фільму Список Шиндлера в Аделаїді, члени інституту на вулицях і поштою поширювали брошури із запереченням Голокосту. Крім того, члени Інституту розсилали матеріали із заперечення Голокосту видним австралійським газетам під виглядом об'єктивних оглядів фільмів, деякі з яких були опубліковані.
Заявлена мета інституту - викриття "міфу Голокосту". Інститут підтримує інформаційно насичений інтернет-сайт, на якому регулярно публікуються заяви з різних питань.
Інститут проводить конференції  та два рази на місяць видає бюлетень. Бюлетень Інституту Аделаїди перетворився на одне з найінформативніших ревізіоністських періодичних видань, з активними читачами з усього світу . Типовий випуск на дванадцять сторінок містить звіти про діяльність ревізіоністів в країні і за кордоном, а також надає новини та коментарі щодо останніх значних історичних новин. Іноді там розглядаються в деталях аспекти ревізіоністських стипендій. На 01 жовтня 2010 року інститут видав 532 бюлетені.

## Асоційовані члени
- Джон Беннетт Тасон, один з найстаріших і найактивніших заперечувачів Голокосту в Австралії, починаючи з кінця 1970-х років бере активну участь в русі заперечення Голокосту, .
- Керрі Болтон - співробітник інституту Аделаїди з Нової Зеландії [5]
- Артур Бутц, автор Обман двадцятого століття: проти уявного знищення європейського єврейства.
- Дуг Коллінс, перший журналіст, на якого поскаржились за порушення прав людини через чотири статті, які він написав про Голокост і євреїв, і який назвав фільм про Голокост "Список Шиндлера" "Списком шахрая" (гра слів - Schindlers list та Schwindlers list).
- Робер Форіссон,  провідний ревізіоніст Голокосту з Європи, Франція.
- Юрген Граф, швейцарський громадянин і автор декількох книг про заперечення Голокосту. Проти Графа і його видавця Герхарда Ферстера було порушено кримінальну справу за заперечення існування газових камер і шість мільйонів їх жертв. У липні 1998 року швейцарський суд засудив його до 15 місяців тюремного ув'язнення і сплатити великий штраф за твори із запереченням Голокосту.
- Інгрід Рімланд, канадський ревізіоніст Голокосту.
- Гермар Рудольф, німецький ревізіоніст Голокосту.
- Ольга Скаллі, жінка з Тасманії, проти якої порушено судову справу за пропаганду заперечення Голокосту.
- Девід Томас, член кампанії з декриміналізації історії Голокосту.
- Марк Вебер, директор Інституту перегляду історії (IHR).

## Сайт
Інститут має власний розташований в Австралії Офіційний сайт
У визітівці інтернет-сайту сказано:
«Цей  сайт стверджує, що Голокосту не існує в реальності. Він існує як реальність в умах тих, хто вірить у нього. "Газові камери Освенцима" і "винищення євреїв" розпочалися, як військова пропаганда для забезпечення для світу "доказів" про загрозу німецької націонал-соціалістичної системи урядування, і щоб відвернути увагу від реальних злочинів Другої світової війни, включаючи масові бомбардування німецьких міст, цілями яких були беззахисні жінки і діти. Як приклад, від 300000 до 500000 невинних людей були спалені живими в одну ніч бомбардуванням союзниками Дрездена, в той час, коли практично в усій Німеччині була велика кількість військових цілей»
На сайті доступний Архів бюлетенів Інституту Аделаїди  [Архівовано 6 жовтня 2010 у Wayback Machine.]

## Контакти
- Поштова адреса: PO Box 3300, Adelaide-Norwood 5067, Australia

- Електронна адреса директора інституту Фредеріка Тобена

## Відео
- 1997 - Adelaide Institute - Schwindlers List  (26m 30s, 320x240)